# Viscum osmastonii
Viscum osmastonii är en sandelträdsväxtart som beskrevs av Mukat Behari Raizada. Viscum osmastonii ingår i släktet mistlar, och familjen sandelträdsväxter. Inga underarter finns listade i Catalogue of Life.